# Cérience
Jouffray-Drillaud est un semencier français créé en 1967 de l'union des entreprises Jouffray et Drillaud. Son siège social est situé à Cissé en France. Son activité s'articule principalement autour des cultures fourragères et des plantes de couverture de sol. Jouffray-Drillaud développe également des solutions pour la nutrition et la santé des végétaux comme les adjuvants de pulvérisation ou le biocontrôle. Depuis un rachat intervenu en 2000, Jouffray-Drillaud est une filiale du groupe Terrena. Depuis le 29 mars 2021, Jouffray-drillaud et Terrena Semences ont fusionné pour former l'entité Cérience.

## Histoire
En 1967, l'Angevin Jean-Pierre Jouffray et le Deux-Sèvrien Jean Drillaud décident de fusionner leurs deux entreprises familiales spécialisées dans le négoce de semences fourragères. Cette fusion donne naissance à la société Jouffray-Drillaud qui s'installe à Poitiers en 1969. Cinq années plus tard, en 1974, l'entreprise installe ses locaux à Cissé, commune située à une quinzaine de kilomètres au nord-ouest de Poitiers. En 1982, c'est la création de Semunion Recherche qui marque le début de la sélection variétale Jouffray-Drillaud en graminées et légumineuses fourragères. Cette sélection s'appuie alors sur le GIE Verneuil/Semunion. En 1986, l'entreprise étend son activité aux gazons.1994 : création de la station de recherche à Saint-Sauvant (86). 1995 : création du GIE Grass. 1996 : création d'une seconde station de recherche située à la Vannelière (45). En 1998, Jouffray-Drillaud a acquis un savoir-faire reconnu dans le domaine de la production de gazon. La coopérative Terrena rachète Jouffray-Drillaud en 2000. Devenue une filiale du Groupe Terrena, la société Jouffray-Drillaud a fêté ses 50 ans en 2017.
Le 29 mars 2021, les entreprises Jouffray-Drillaud et Terrena Semences ont fusionné. Ce rapprochement fait suite à deux années de collaboration. 
Le nom Cérience fait référence à la déesse romaine de l'agriculture, Cérès ainsi qu'à l'expérience et la science. De plus, Cérience se caractérise avec sa signature : l'agronome semencier.

## Activités
Les activités de Cérience sont tournées vers les cultures fourragères, les couverts végétaux, adjuvant de pulvérisation et biocontrôle. Les cultures fourragères et les couverts végétaux sont les activités principales de Cérience. L'entreprise développe également des produits pour la santé et la nutrition des végétaux avec ses adjuvants et ses produits de biocontrôles. 
Le troisième domaine d'activité de Cérience est la recherche, le développement et la mise en marché d'intrants pour les productions agricoles[source insuffisante].
Cérience développe ses propres outils d'aide à la décision en complémentarité de ses activités

### Sélection variétale
Jouffray-Drillaud est un semencier obtenteur. Depuis plus de 25 ans, l'entreprise s'investit dans le domaine de la sélection variétale, et plus particulièrement sur les marchés des cultures fourragères et des couverts végétaux (plantes de services).

### Production de semences
Jouffray-Drillaud a développé son propre réseau de production de semences, qui concerne principalement les espèces destinées aux cultures fourragères et aux couverts végétaux. L'entreprise s'appuie sur un réseau d'agriculteurs multiplicateurs en France et à l'international.

### Biocontrôle
Depuis 1999, Jouffray-Drillaud développe son activité NSV (Nutrition et Santé des Végétaux). Jouffray-Drillaud s'investit dans le développement de solution de biocontrôle. En 2016, l'entreprise commercialise son premier produit de biocontrôle en viticulture : Messager. Il s'agit d'un stimulateur de défenses naturelles contre le mildiou et oïdium.

### Prestations industrielles
L'entreprise vend également des prestations industrielles.

### Techno-semences
L'entreprise propose au travers de sa marque SAS (Solution Appliquée à la Semence), une gamme d'enrobages : éléments nutritifs, inoculum, mycorhize, etc. pour luzerne. Reconnue sur le marché de la luzerne, cette technologie signée Jouffray-Drillaud a été adoptée par des semenciers concurrents comme RAGT ou Mas Seeds (anciennement Maïsadour semences). En 2018, Jouffray-Drillaud lance son Enrobage SAS Life pour semences de luzerne. Il associe micronutrition, pré-inoculation et mycorhizes.

### Outil d'Aide à la Décision (OAD)
Jouffray-Drillaud s'investit dans le développement d'outils d'aide à la décision. En 2017, Jouffray-Drillaud lance myChlorofiltre,, une application dédiée à la conduite des couverts végétaux d'interculture. Cette application permet d'estimer la biomasse d'un couvert végétal à partir de photos smartphone. En 2018, Jouffray-Drillaud lance le bouquet d'applications Grassman.